# Les Brenets
Les Brenets is een plaats en voormalige gemeente in het Zwitserse kanton Neuchâtel en telt 1136 inwoners.
Les Brenets werd op 1 januari 2021 opgenomen in de gemeente Le Locle.

## Overleden
- Adèle Huguenin (1856-1933), schrijfster